# Registre d'entitats religioses
El Registre d'entitats religioses és el registre on s'inscriuen les entitats religioses que són presents a l'Estat espanyol i que volen obtenir personalitat jurídica pròpia. Està ubicat a la Direcció General de Cooperació Jurídica Internacional i Relacions amb les Confessions, dins del Ministeri de Justícia, i depèn de la Subdirecció General de Relacions amb les Confessions. El Registre atorga personalitat jurídica a les entitats registrades, de manera que l'entitat pot comprar, vendre, llogar, presentar-se davant dels tribunals, etc. Les entitats registrades s'acullen al règim especial que confereix la Llei de llibertat religiosa, de manera que se’ls reconeix plena autonomia, i poden establir les seves pròpies normes d'organització, règim intern i del personal, així com nomenar els dirigents religiosos que desitgin i mantenir relacions amb altres organitzacions religioses.

## Seccions
- Secció general: secció on estan registrades totes les esglésies, confessions, comunitats religioses que no tenen acords de cooperació amb l'Estat, així com les entitats creades en el seu si.
- Secció especial: secció del Registre que inclou les entitats creades per l'Església catòlica o per aquelles confessions o comunitats religioses que tenen acords amb l'Estat.
- Secció especial de fundacions: és la secció on es registren totes les fundacions relatives a l'Església catòlica.